# Poeciloxestia elegans
Poeciloxestia elegans är en skalbaggsart som först beskrevs av Hippolyte Louis Gory 1833.  Poeciloxestia elegans ingår i släktet Poeciloxestia och familjen långhorningar. Inga underarter finns listade i Catalogue of Life.